# HV Водолея
HV Водолея (лат. HV Aquarii) — двойная затменная переменная звезда типа W Большой Медведицы (EW) в созвездии Водолея на расстоянии приблизительно 636 световых лет (около 195 парсеков) от Солнца. Видимая звёздная величина звезды — от +10,21m до +9,74m. Орбитальный период — около 0,3745 суток (8,987 часов).

## Характеристики
Первый компонент — жёлто-белая эруптивная переменная звезда типа RS Гончих Псов (RS) спектрального класса F5V. Эффективная температура — около 5733 К.